# بيلي ريدموند
بيلي ريدموند (بالإنجليزية: Billy Redmond)‏ هو لاعب كرة قاعدة أمريكي، ولد في 1853 في سانت لويس في الولايات المتحدة، وتوفي بنفس المكان في 3 أبريل 1894.

## وصلات خارجية
- بيلي ريدموند على موقعبيزبول رفرنس.كوم (الدوري الرئيسي) (الإنجليزية)
- بيلي ريدموند على موقعبيزبول رفرنس.كوم (الدوري الثانوي) (الإنجليزية)